# Dual EC DRBG
Dual_EC_DRBG (anglicky Dual Elliptic Curve Deterministic Random Bit Generator) je návrh kryptograficky bezpečného generátoru pseudonáhodných čísel, tedy generátoru pseudonáhodných čísel bezpečně použitelného v kryptografických aplikacích. Byl součástí prvního vydání doporučení NIST SP 800-90A vydaného americkým Národním institutem standardů a technologie v roce 2006. Poté, co odborná veřejnost dospěla ke konsenzu, že pravděpodobně obsahuje kleptografická zadní vrátka, která do něj prosadila americká Národní bezpečnostní agentura, aby mohla útočit na jím zabezpečené kryptografické aplikace, byl návrh tohoto generátoru v roce 2014 z doporučení odstraněn.
Aféra kolem Dual_EC_DRBG značna poškodila důvěryhodnost kryptografických schémat doporučovaných NSA a NISTem.